# Лейли и Меджнун (фильм-балет)
«Лейли и Меджнун» — советский фильм 1959 года снятый на киностудии «Таджикфильм» режиссёром Татьяной Березанцевой.
Фильм-балет — экранизация обновленной постановки первого таджикского балета по мотивам одноимённой поэмы Низами Гянджеви на музыку Сергея Баласаняна в постановке балетмейстера Гафара Валамат-Заде и балетной труппы Таджикского ордена Ленина театра оперы и балета им. С. Айни.

## Сюжет
О любви Лейли и Маджнуна, но отец Лейли, относящийся к богатому и знатному роду, не дает разрешения на брак с поэт-бедуином.

## В ролях
- Шарафбону Турдыева — Лейли
- Баходур Джурабаев — Кайс по прозвищу «Меджнун»
- Владимир Кормилин — Ибн-Салам
- Гази Ниязов — Ноуфаль
- Наимджон Гиясов — отец Лейли
- Ходжакули Рахматуллаев — отец Кайса
- Сталина Азаматова — эпизод

## Критика
Поставленный режиссерами Т. Березанцевой и Г. Валамат — заде фильм — балет «Лейли и Меджнун» (1960) не иллюстрация к поэме Низами . Не похож он и на слепок со спектакля Таджикского театра оперы и балета имени Айни . Это самостоятельное, оригинальное произведение экрана, первая попытка воссоздания балета в таджикском кино .— История советского кино: 1952—1967. — М.: Искусство, 1978. — с. 262

В 1959 г. на киностудии «Таджикфильм» впервые был снят цветной художественный фильм-балет «Лейли и Меджнун». Режиссёр-постановщик Г. Валамат-заде приложил все усилия к тому, чтобы возможно органичнее ввести в ткань классического балета элементы национального народного танца. Сочетание классики и таджикского танцевального фольклора, проникновенная передача народной легенды средствами танца при умелом использовании специфических возможногтей кино — большое достижение создателей фильма.— Культурная жизнь Таджикистана в период развитого социализма / М. Шукуров. — «Ифрон», 1980. — 239 с. — с. 129

## Дополнительно[1]
Первый таджикский национальный балет «Лейли и Меджнун» по мотивам поэмы Низами на музыку Сергея Баласаняна впервые был поставлен к годовщине Революции 7 ноября 1947 года на сцене Театра им. С. Айни в постановке хореографа Гафара Валамат-Заде и сразу же прочно закрепился в репертуаре труппы, притию Лейлы тогда исполняла балерина Люфти Захидова.
В 1949 году за постановку композитор и хореограф Гафар Валамат-Заде были удостоены Сталинской премии.
В 1957 году балет был показан во второй редакции, но на ту же музыку и так же в постановке Валамат-Заде — именно в этой редакции снят фильм-балет.
В 1964 году к произведению К Баласаняна обращался Большой театр СССР, где версия была поставлена Касьяном Голейзовским.
В 1970 году новую сценическую версию произведения подготовила балетмейстер Н. Конюс.